# Каменка (Режевской городской округ)
Каменка — село в Режевском городском округе Свердловской области, Россия.

## География
Село Каменка муниципального образования «Режевского городского округа» расположено в 19 километрах (по автотрассе в 28 километрах) к северо-северо-западу от города Реж, в истоке реки Каменка (левого притока реки Бобровка, бассейна реки Реж). В селе имеется пруд.

## Параскевинская церковь
В 1915 году была заложена каменная, однопрестольная церковь, которая была освящена во имя великомученицы Параскевы в 1922 году. Храм был закрыт в 1930 году, а в советское время был перестроен.

## Население
| 2002 | 2010 | 2021 |
| ---- | ---- | ---- |
| 255  | ↗264 | ↘211 |